# Laura Baena
Laura Baena   () és una traductora, editora i correctora catalana.
Formada en Traducció i Interpretació, des de l'any 2007 forma part de l'equip d'Edicions de 1984, editorial barcelonina independent que ha publicat tant autors catalans com estrangers. Com a traductora, entre altres autors, ha traduït obres de W. S. Maugham, John Berger, Irvin D. Yalom i Iris Murdoch.